# Pedro Nolasco da Silva

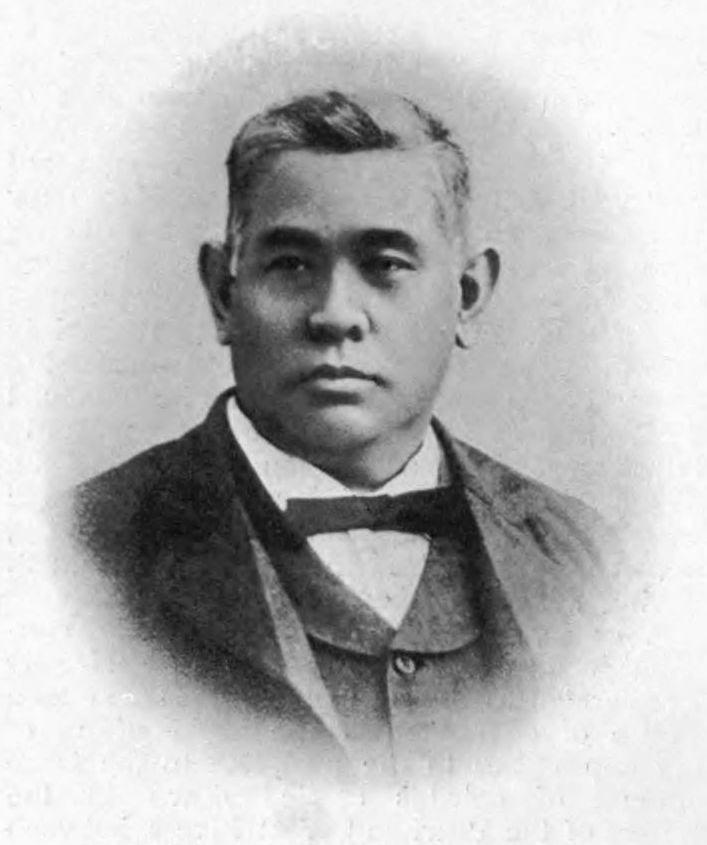
Pedro Nolasco da Silva

Pedro Nolasco da Silva  (geb. 6. Mai 1842 in Portugiesisch-Macau; gest. 12. Oktober 1912 ebenda) war ein portugiesisch-macanesischer Schriftsteller, Übersetzer, Lehrer, Beamter und Politiker. Unter anderem war er Präsident des Leal Senado, der macanischen Stadtregierung. Daneben war er Gründungspartner und Präsident der Associação Promotora da Instrução dos Macaenses (APIM) [Vereinigung zur Förderung der Bildung für die Macanesen], Gründer und Direktor Escola Comercial Pedro Nolasco [Handelsschule P. N.], Leiter des Repartição Tecnica de Expediente Sinico de Macau [Technisches Büro für chinesische Angelegenheiten in Macau] und Oberhaupt der Santa Casa de Misericórdia [Heiliges Haus der Barmherzigkeit] von Macau.

## Herkunft und Ausbildung
Nolasco da Silva war portugiesischer Staatsbürger und wurde 1842 als Sohn einer alteingesessenen und angesehenen Familie in Macau geboren. Sein Vater war Pedro Nolasco da Silva (1803–1874), seine Mutter Angélica Baptista (1805–1875), die Familie lebte bereits im 18. Jahrhundert in Macau.

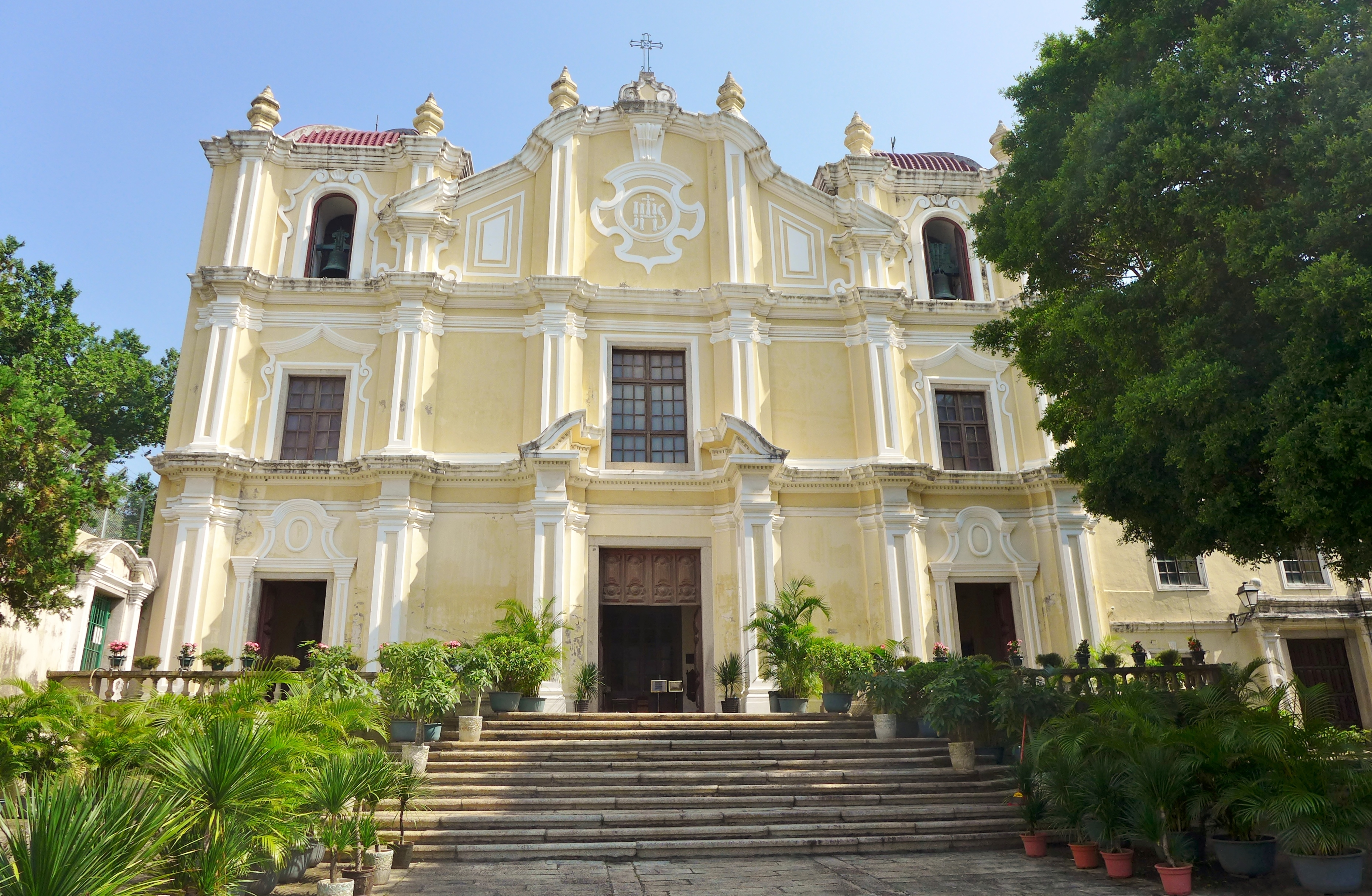
Seminário de São José in Macau

Nolasco da Silva studierte am Seminário de São José im macanesischen Stadtteil São Lourenço. Wegen seiner Leistungen im Fach Philosophie wurde er mehrfach ausgezeichnet. Später wurde er Dolmetscherstudent bei der Procuratura dos Negócios Sínicos, der Verwaltung für chinesische Geschäfte, wo er seine Kenntnisse der chinesischen Sprache, Kultur und Literatur, einschließlich der „klassischen Texte“, vertiefte.
Im Alter von 24 Jahren wanderte Nolasco da Silva nach Hongkong aus, wo er einer der ersten Korrespondenten und Redakteure der Zeitung Daily Press wurde. Nachdem er jedoch an Malaria erkrankte und ein Diabetes mellitus festgestellt wurde, kehrte er nach Macau und zu seinem letzten Arbeitgeber zurück. 1868 heiratete er die Engländerin Edith Maria Angier, mit der er zehn Kinder hatte.

## Karriere
1885 wurde das Expediente Sínico, dessen Ziel es war, andere öffentliche Einrichtungen in ihren Beziehungen zur lokalen chinesischen Gemeinschaft zu unterstützen, von der Procuratura dos Negócios Sínicos unabhängig. Nach dieser Umstrukturierung wurde Nolasco da Silva zum ersten Leiter des Expediente Sínico gewählt, eine Position, die er bis 1892 innehatte, als er aus dem öffentlichen Dienst ausschied. Diese Ernennung war das Ergebnis seiner brillanten Karriere als Dolmetscher und Übersetzer, die durch die Übersetzung klassischer chinesischer Texte ins Portugiesische, offizieller Dokumente vom Portugiesischen ins Chinesische und umgekehrt sowie seine Übersetzungsdienste in verschiedenen offiziellen Missionen im Ausland gekennzeichnet war. Seine umfassenden Kenntnisse ermöglichten es ihm, in fünf verschiedene chinesische Sprachen zu übersetzen und in ihnen zu kommunizieren, darunter Mandarin und Kantonesisch.

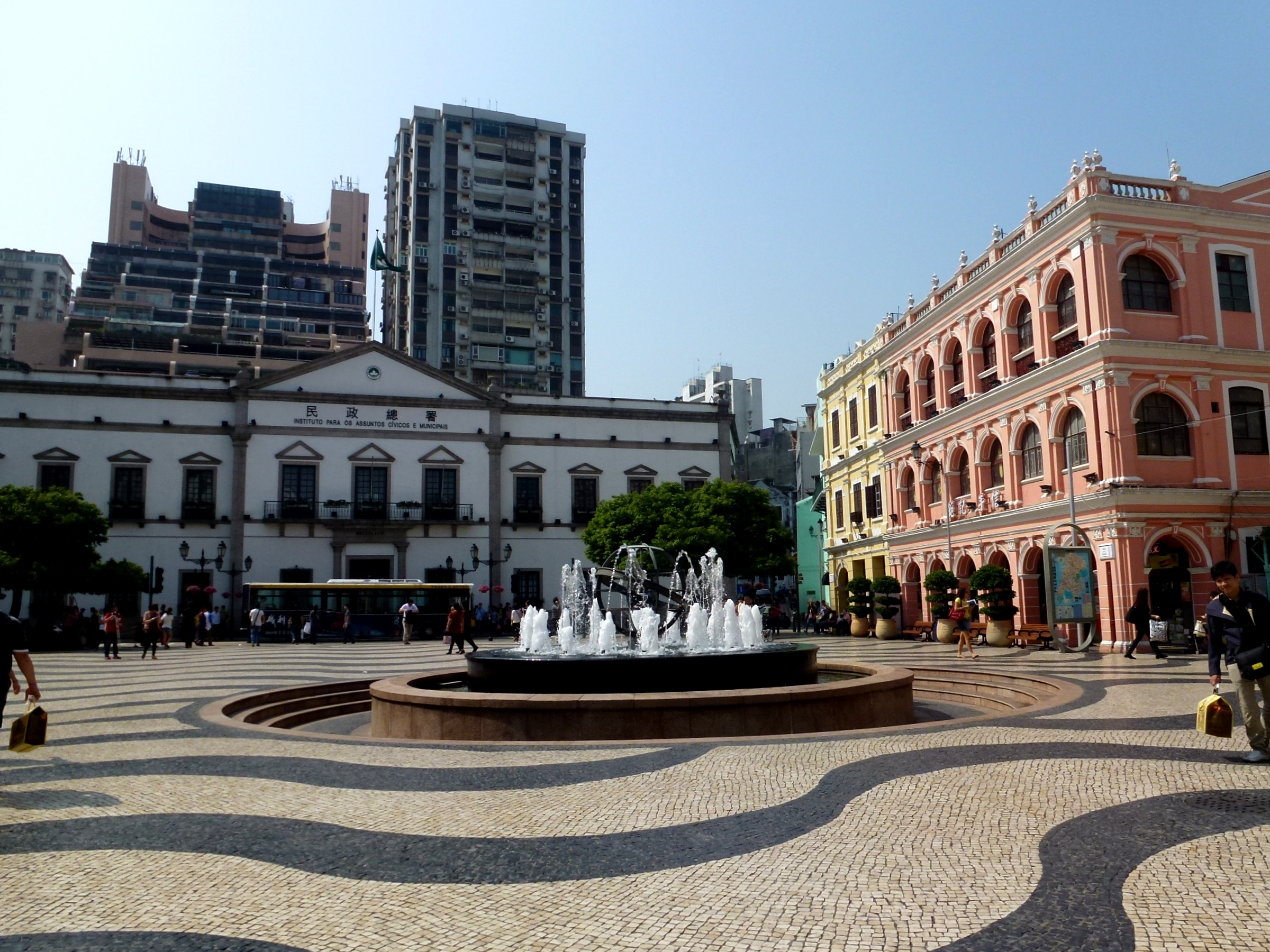
Leal Senado Macau

Die wichtigste offizielle Mission des Expediente Sínico fand 1887 statt, als Nolasco da Silva den portugiesischen Chefunterhändler Tomás de Sousa Rosa bei den Verhandlungen zum Chinesisch-Portugiesischen Vertrag von Peking unterstützte. Das mit diplomatischer Hilfe Großbritanniens zustandegekommenen Vertragswerk, das später zu den sogenannten ungleichen Verträgen gerechnet wurde, bekräftigte die von chinesischer Seite zuvor in Frage gestellte volle Gültigkeit des Lissaboner Protokolls von 1845, in dem einseitig die „ewige Besetzung und Regierung Macaus durch Portugal“ beschlossen worden war.
Nolasco da Silva war nicht nur Dolmetscher und Übersetzer, sondern auch Chinesischlehrer am Seminário de São José, dem Liceu de Macau und dem Industrial Institute sowie Herausgeber der Zeitungen Echo do Povo (erschienen in Hongkong), O Macaense und Echo Macaense. Er war in der Politik und in Bürgervereinigungen aktiv und war Präsident des Gemeinderats, Inspektor für öffentliche Bildung, Mitglied des Provinzrats (1892), Mitglied des Rechnungshofs (1897), Mitglied des Regierungsrats (1899) und Beamter des Nationalbataillons. Darüber hinaus sammelte er einige Geschäftserfahrungen, indem er Vorstandsmitglied der Zementgesellschaft auf der westlich von Macau liegenden Ilha Verde (1891) war und die Farmácia Popular (1895) gründete.

## Karitative und Bildungsarbeit
Nolasco da Silva engagierte sich auch in philanthropischen Vereinigungen. Er war Präsident der Vereinigung der Eigentümer des Dom Pedro V Theaters, Schirmherr des Heiligen Hauses der Barmherzigkeit und Gründer des Waisenhauses Asilo dos Orfãos, das vom Heiligen Haus betrieben wurde. In diesem Gebäude des Waisenhauses befindet sich heute die zur Kulturverwaltung gehörende Biblioteca Central de Macau.
Im Jahr 1870 beschloss die portugiesische Regierung, alle ausländischen Lehrer aus den katholischen Schulen des portugiesischen Kaiserreichs auszuweisen. Diese Entscheidung hatte schwerwiegende Auswirkungen auf das Bildungssystem in Macau, da die einzige westliche Bildungseinrichtung, die zu dieser Zeit gut funktionierte, das Seminário de São José war, an dem die Lehrer hauptsächlich ausländische Jesuiten waren. Trotz Protesten der Bürger von Macau wurde die Entscheidung dort umgesetzt und das Seminar grundlegend umstrukturiert.

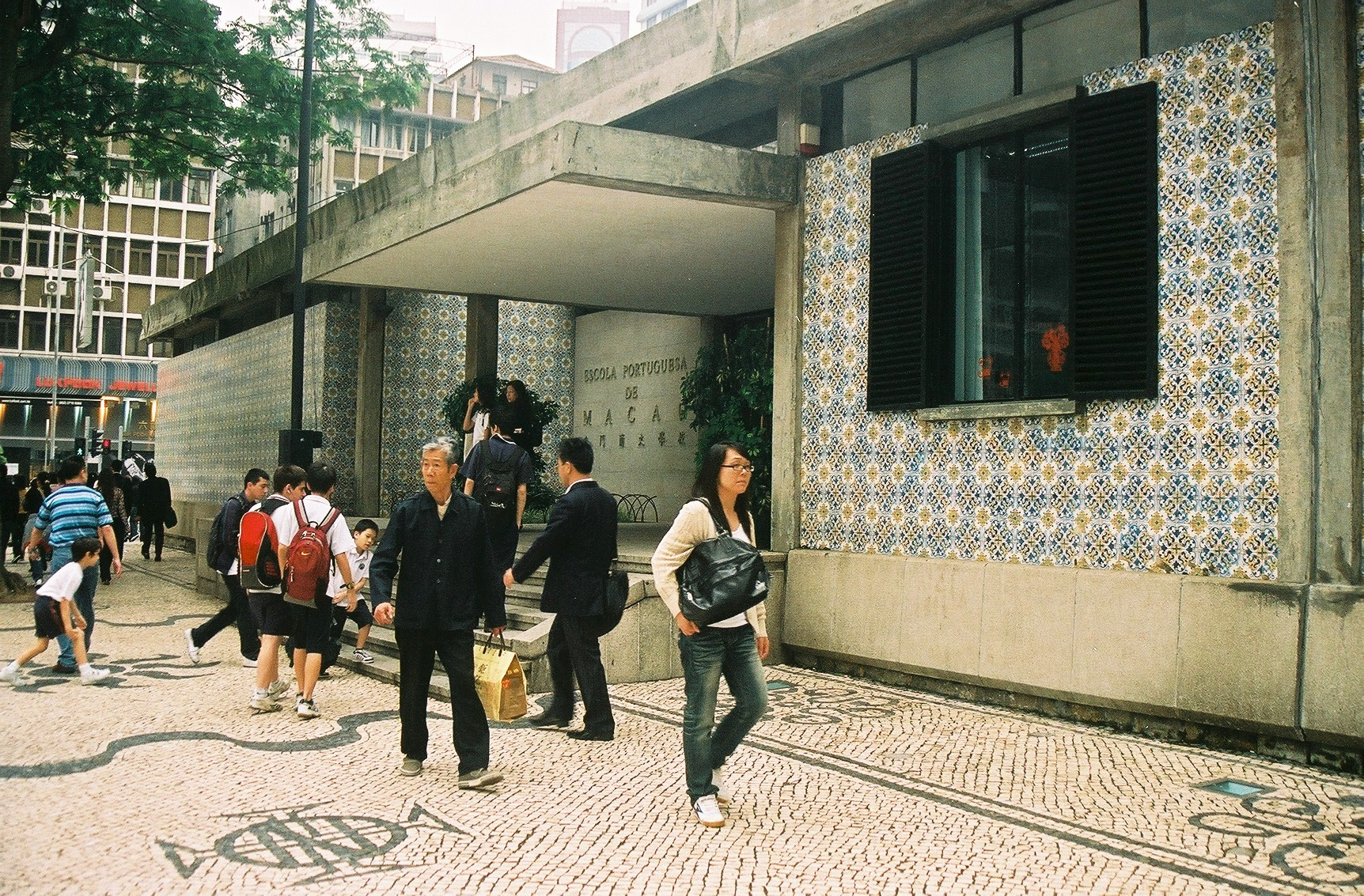
Escola Portuguesa de Macau, die Nachfolgeinstitution der Escola Comercial Pedro Nolasco da Silva

Um die fatalen Auswirkungen dieser Maßnahme zu minimieren, beschloss im folgenden Jahr eine Gruppe von 19 reichen und einflussreichen portugiesischsprachigen Bürgern Macaus unter der Leitung von Nolasco da Silva, die Association Promoting the Instruction of Macanese (APIM) zu gründen, eine in Portugal ansässige private Gesellschaft mit beschränkter Haftung, die sich der Entwicklung der lokalen Bildung widmet. Eines der anfänglichen und wichtigsten Ziele von APIM war die Gründung einer Bildungseinrichtung mit Schwerpunkt auf dem Handelssektor, die es Macanern und anderen Einwohnern Macaus ermöglichen würde, wichtige Positionen im öffentlichen Dienst oder in Unternehmen in Hongkong oder Shanghai einzunehmen.
Nach der Überwindung vieler Schwierigkeiten wurde die lang ersehnte Bildungseinrichtung schließlich am 8. Januar 1878 in Betrieb genommen und erhielt den Namen Escola Comercial. Später erhielt die jahrelang von da Silva geleitete Schule seinen Namen.
Als kultivierter Mann mit Weitblick führte Nolasco da Silva auch das Studium der wichtigsten neokonfuzianischen Werte in das lokale portugiesische Bildungssystem ein, deren Verständnis für die Wertschätzung der Mentalität und des Verhaltens der Chinesen von grundlegender Bedeutung war, die die Mehrheit der Bevölkerung von Macau und Umgebung bildeten. Nolasco da Silva war ein frommer Katholik, besaß umfassende Kenntnisse in Philosophie und Theologie und war Präsident der Bruderschaft der Unbefleckten Empfängnis von Macau.

## Privatleben
Da Silva hatte mit seiner englischen Ehefrau Edith Maria Angier sechs Söhne und vier Töchter.
Er starb am 12. Oktober 1912 im Alter von 70 Jahren in seiner Heimatstadt.

## Ehrungen und Auszeichnungen
Vor seinem Tod wurde Nolasco da Silva der Ehrentitel Ritter des Ordem Militar de Cristo [Militärischer Orden Christi] verliehen, was zur Führung des Namenszusatzes CvC berechtigt. Kurz nach seinem Tod ernannte ihn der Stadtrat zum Ehrenbürger von Macau und bis heute hängt ein Porträt von ihm in der Ehrenhalle des Stadtrats.
Es gibt in Macau eine öffentliche Straße mit dem Namen „Rua Pedro Nolasco da Silva“. Auch zwei Schulen in Macau wurden nach ihm benannt: die Escola Primária Oficial Pedro Nolasco da Silva und die Pedro Nolasco Commercial School, beide heute nicht mehr existierende Vorgänger der „Escola Portuguesa de Macau“ (EPM).

## Veröffentlichungen (Auswahl)
- Círculo de Conhecimentos em Português e China. Para uso dos que principiam a aprender a língua chinesa [Wissenskreislauf in Portugiesisch und Chinesisch. Für diejenigen, die beginnen, die chinesische Sprache zu lernen] (1884)
- Fábulas [Fabeln] (1884)
- Frases Usuais dos Dialectos de Cantão e Peking [Geläufige Sätze im Kantonesischen und in Peking-Chinesisch] (1884)
- Gramática Prática da Língua Chinesa [Praktische Grammatik der chinesischen Sprache] (1886)
- Os Rudimentos da Língua Chinesa para Uso dos Alunos da Escola Central do Sexo Masculino [Grundlagen der chinesischen Sprache für männliche Studenten der Zentralschule] (1895)
- Manual da Língua Sínica, Escrita e Falada [Handbuch der chinesischen Sprache, geschrieben und gesprochen] (1903)
- Ao Público: Em Defesa da Associação Promotora da Instrução dos Macaenses agredida pelo Boletim do Governo Eclesiástico da Diocese de Macau, pelo Presidente da mesma Associação [An die Öffentlichkeit: Zur Verteidigung des Vereins zur Förderung des Unterrichts der macauischen Bevölkerung, der vom Bulletin der Kirchenregierung der Diözese Macau angegriffen wird, durch den Präsidenten desselben Vereins] (1908)
- Bússola do Dialecto Cantonense [Kompass des Kantonesischen] (1911)
- Livro para o Ensino da Literatura Nacional [Buch für den Unterricht in nationaler Literatur] (1912)[2]

Im Manual da Língua Sínica, Escrita e Falada findet sich eine Übersetzung da Silvas der „Erweiterung des Heiligen Dekrets“ von Kaiser Yongzheng. Er lobte dieses Buch für seinen modernen, eleganten und klaren Stil und seinen „interessanten und lehrreichen Überblick über die Prinzipien der chinesischen Moral“.